# Xenocytaea vonavonensis
Xenocytaea vonavonensis là một loài nhện trong họ Salticidae.
Loài này thuộc chi Xenocytaea. Xenocytaea vonavonensis được Patoleta miêu tả năm 2011.